# Dixième circonscription de Budapest
La dixième circonscription de Budapest est l'une des dix-huit circonscriptions électorales de la capitale hongroise. Elle a été créée lors du redécoupage électoral de 2011 puis est devenue effective lors des élections législatives hongroises de 2014.

## Description géographique et démographique
La circonscription regroupe la quasi-totalité du 3e arrondissement mis à part la partie comprise dans la quatrième circonscription.
Selon le recensement de 2011, la circonscription compte 90 334 habitants dont 77 041 adultes (40 550 hommes et 49 784 femmes).

## Députés
Pour voir les députés et les résultats de la première circonscription entre 1990 et 2011, voir l'article sur les anciennes circonscriptions de Budapest.